# Karla González Cruz
Karla Verónica González Cruz (Cosoleacaque, Veracruz, 11 de julio de 1976) es una política mexicana, miembro del Partido Acción Nacional (PAN). Ha sido en dos ocasiones diputada federal y en una diputada al Congreso de Veracruz.

## Biografía
Es licenciada en Biología. Miembro del PAN desde 2003. En 2007 fue candidata a regidora del municipio de Minatitlán, Veracruz, y en 2008 representante suplente del PAN ante el Instituto Federal Electoral. Paralelamente ese mismo año ocupó dos cargos en la Secretaría de Desarrollo Social: responsable de la supervisión del Programa Alimentario de la Zona Marginal de Minatitlán en Las Choapas y responsable de la implementación y supervisión del Programa de Guarderías y Estancias Infantiles en Veracruz.
En 2009 fue responsable de la Coordinación de Estudios Estadísticos de las Preferencias Ciudadanas del PAN y en 2010 precandidata a presidenta municipal de Minatitlán, candidatura que no logró. En 2009 había sido elegida diputada federal suplente del propietario Julio Saldaña Morán a la LXI Legislatura que concluiría en 2012, por la vía de la representación proporcional. Ejerció la diputación entre el 20 de abril y el 26 de octubre de 2010 durante una licencia concedida al propietario, para ser candidato a presidente municipal del puerto de Veracruz en las elecciones de dicho año. En este periodo fue secretaria de la comisión de Desarrollo Rural; e integrante de las comisiones de Gobernación; y, de Marina.
En 2018 fue elegida diputada suplente a la LXV Legislatura del Congreso del Estado de Veracruz, siendo propietaria María de la Luz Martínez Díaz y asumió la titularidad de la curul el 2 de mayo de 2021 por licencia concedida a la titular. Ese mismo año, fue por segunda ocasión elegida diputada federal suplente por representación proporcional, esta vez siendo propietaria Alma Rosa Hernández Escobar en la LXV Legislatura. El 5 de junio de 2022 falleció a causa de una enfermedad pulmonar Alma Rosa Hernández Escobar, en consecuencia, el 16 de junio siguiente asumió la titualaridad de la diputación. Fue secretaria de la comisión de Protección Civil y Prevención de Desastres; e integrante de las comisiones de Ciencia, Tecnología e Innovación; de Pueblos Indígenas y Afromexicanos; y de Asuntos Frontera Sur.